# Danger Radio
Danger Radio (também estilizado como Danger: Radio) é uma banda estadunidense de rock alternativo, formada na cidade de Edmonds, no estado de Washington, em 2003. É composta por Andrew de Torres (vocais), Andy Brookins (guitarra), Elan Wright (guitarra), Spencer Phillips (teclado) e Nico Hartikainen (bateria e percussão).

## Carreira

### 2007—2008: Chasing Tomorrow, formação e EP
Em 2003 Andrew de Torres e Nico Hartikainen, amigos de longa data, começaram a ensaiar juntos quando Nico passou a tocar bateria e Andrew guitarra, sendo que logo depois conheceram o Marvin Kunkel, baixista, formando uma pequena banda que passou a fazer apresentações na escola. No mesmo ano Matt Goodwin e Spencer Mertle assumiram as guitarras, deixando Andrew apenas no vocal. Com a formação completa, passaram a tocar em pequenas casas e festivais sob o nome de Chasing Tomorrow. Em 2004 mudaram o nome oficialmente para Danger Radio ao assinar com a I Ate Her Records para o lançamento do EP The Difference Between Love and Envy, em 21 de maio daquele ano, produzido por Casey Bates, conhecido por trabalhar com as bandas MxPx e Chiodos.
No início de 2005 Matt Goodwin e Spencer Mertel deixam a banda depois do EP, sendo substituidos por Andy Brookins e Elan Wright, sendo que logo após o tecladista Jackson Kellock também passa a fazer parte da formação. No mesmo ano o grupo começa a gravar canções demos e preparar novas produções prevendo um lançamento no ano seguinte. Em 2006, porém, a gravadora I Ate Her Records não se interessa em novos lançamentos da banda, não re-assinando para um álbum de estúdio. No mesmo ano Jackson Kellock deixa a banda após apenas um ano de trabalho, sendo substituido por Spencer Phillips. 
No final de 2006 a banda assina com a Photo Finish Records, mesma gravadora do mundialmente conhecido grupo 3OH!3. Em 5 de novembro de 2007, após um ano intensivo gravando novas faixas com o produtor Tom Pfaeffle, é lançado seu segundo EP, intitulado Punch Your Lights Out, tendo como distribuidora a Atlantic Records e chegando pela primeira vez um trabalho da banda ao iTunes. Como primeiro e único single do trabalho foi lançada a faixa "Party Foul", que não ter despontou nas tabelas, porém seu videoclipe ficou bastante conhecido ao integrar a grade da MTV, sendo exibido pela emissora. O vídeo da canção foi liberado em 7 de julho de 2008.

### 2008—2009: Primeiro álbum e turnê
Em 8 de julho de 2008 é lançado o primeiro álbum de estúdio da banda, Used and Abused pela Photo Finish Records. O álbum alcançou a posição dezesete na Billboard Top Heatseekers e cento e noventa e oito na Billboard 200. Como primeiro single foi retirada a canção "Slow Dance with a Stranger" ainda em julho, sendo que a faixa "Your Kind (Speak to Me)" foi liberada como segunda e última música de trabalho em novembro. Na mesma época participaram das turnês das bandas de rock PlayRadioPlay!, We The Kings, Metro Station, Forever the Sickest Kids, The Maine, The Cab, The Audition e Envy on the Coast. Participaram da turnê do festival anual The Bamboozle, que excursionou por todo Estados Unidos, repetindo novamente o show realizado em 2007. Originalmente foram escolhidos para tocar na Warped Tour, outro festival que excursiona pelo país durante semanas, porém acabaram desistindo para poder participar das turnês das bandas Cute Is What We Aim For, Powerspace e do cantor Ace Enders, além de terem aberto os shows ainda para as bandas Jonezetta, Dropping Daylight e Meg & Dia. 
Ainda em 2008 conseguiram sair em sua própria turnê com as bandas Brighten, Farewell (banda) e Red Car Wire, tendo cada um seu próprio bloco nos shows que passaram por todo Estados Unidos e Canadá. Em outubro de 2008 o baixista Marvin Kunkel, um dos membros fundadores, deixou a banda, sendo substituido por Tyler Williams Brown até 2009. Em [[2009 estiveram abrindo os shows das bandas Forever the Sickest Kids e Furthest Drive Home no Reino Unido. No mesmo ano foram convidados novamente para excursionar com o festival The Bamboozle,, onde apresentaram covers da cantora Britney Spears em formato de rock alternativo.

### 2010—presente: Nothing's Gonna Hold Us Down
No início de 2010 apresentaram pela primeira vez quatro novas canções, "Build", "Set you Free", "You and Me" e "Nothing's Gonna Hold Us Down", colocando-as no Myspace oficial da banda. Logo após anunciaram que haviam assinado com a Doghouse Records, gravadora da cantora Lights e de bandas como The All-American Rejects e Say Anything. Em 27 de julho de 2010 lançam o segundo álbum de estúdio, Nothing's Gonna Hold Us Down, embalada pela faixa-título como primeiro single lançado. Atualmente a banda trabalha para o lançamento do terceiro álbum.

## Discografia
| - 2008: Used and Abused - 2010: Nothing's Gonna Hold Us Down | - 2004: The Difference Between Love and Envy - 2007: Punch Your Lights Out |

## Integrantes
- Andrew de Torres — vocais (2003 — presente)
- Andy Brookins — guitarra, vocais (2005 — presente)
- Elan Wright — guitarra (2005 — presente)
- Nico Hartikainen — bateria (2003 — presente)
- Spencer Phillips — teclado (2007 — presente)

### Ex-integrantes
- Spencer Mertle — guitarra, baixo (2003—2005)
- Matt Goodwin — guitarra (2003—2005)
- Jackson Kellock — teclado (2005—2006)
- Marvin Kunkel — baixo (2003—2008)
- Tyler Brown Williams — baixo (2008—2009)